# Antillicharis vigil
Antillicharis vigil är en insektsart som beskrevs av Otte, D. och Perez-gelabert 2009. Antillicharis vigil ingår i släktet Antillicharis och familjen syrsor. Inga underarter finns listade i Catalogue of Life.